# Lerdalsälven-Tvärlidån
Lerdalsälven-Tvärlidån este o arie protejată (arie specială de conservare — SAC, sit de importanță comunitară — SCI) din Suedia întinsă pe o suprafață de 70,4 ha, integral pe uscat.

## Localizare
Centrul sitului Lerdalsälven-Tvärlidån este situat la coordonatele 64°43′53″N 13°56′22″E / 64.7314°N 13.9395°E.

## Înființare
Situl Lerdalsälven-Tvärlidån a fost declarat sit de importanță comunitară în mai 2000 pentru a proteja 1 specie de plante. Situl a fost protejat și ca arie specială de conservare în decembrie 2009.

## Biodiversitate
Situată în ecoregiunea alpină, aria protejată conține 7 habitate naturale: Mlaștini alcaline, Râuri de munte și vegetația erbacee de pe malurile acestora, Păduri fino-scandinave bogate în ierburi cu Picea abies, Păduri aluvionare cu Alnus glutinosa și Fraxinus excelsior (Alno-Padion, Alnion incanae, Salicion albae), Păduri nordice subalpine/subarctice cu Betula pubescens ssp. czerepanovii, Liziere de ierburi înalte hidrofile de câmpie și de nivel montan până la alpin, Mlaștini împădurite.
La baza desemnării sitului se află o specie protejată de  plante: Calamagrostis chalybaea.